# كوكو

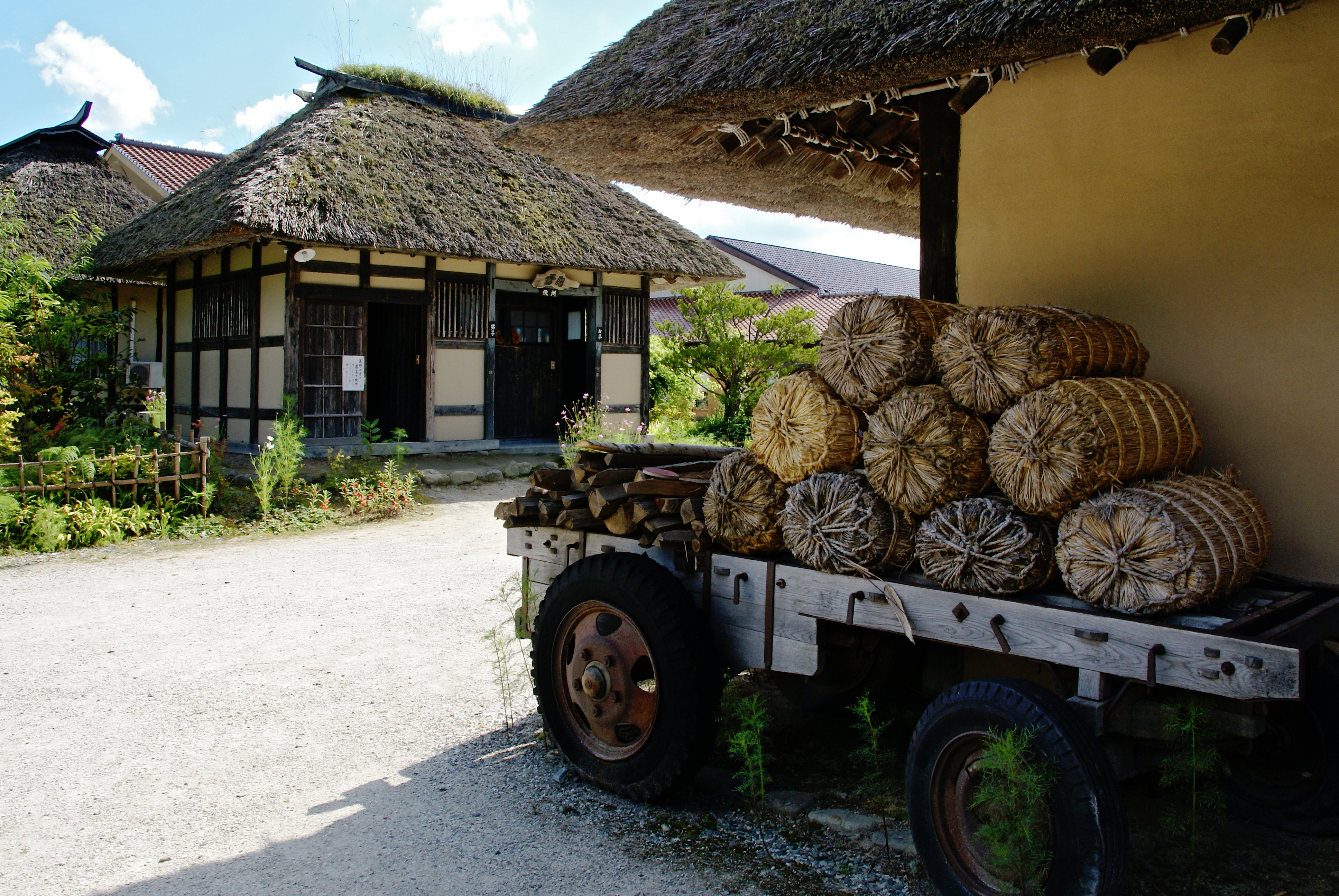

كوكو (باليابانية: 石) هو وحدة يابانية لقياس الحجم تساوي عشرة شاكو مربع. وبحسب هذا التعريف فإن 3.5937 كوكو تساوي متر مربع واحد وهو يعني أن كوكو واحد تساوي حوالي 278.3 لتر. عُرّفت وحدة الكوكو بالأصل لقياس كمية الأرز فهي كمية الأرز الكافية لإطعام شخص واحد أرز لسنة واحدة (أما ماسو واحد فهو الكمية الكافية لإطعام شخص أرز لمدة يوم واحد). يبلغ وزن كوكو واحد من الأرز حوالي 150 كيلوغرام (330 رطل).
تم تعريف وحدة كوكو ذات قيمة أصغر عام 1891 ليصبح الكوكو الواحد مساوياً 240100⁄1331 لتر بالضبط وهي قيمة تساوي حوالي 180.39 لتر أو حوالي 5 بوشل (48 غالون أمريكي)، أو تمثل ما يقارب 68.4% من حجم الكوكو القديم.
في ظل حكم شوغونية توكوغاوا خلال فترة إيدو الممتدة من 1603 حتى 1868 من التاريخ الياباني تمتع كل نطاق إقطاعي بعملية تقييم للدخل المحتمل والمعروف باسم كوكوداكا وهي التي حددت جزئياً ترتيب الأسبقية في المحكمة الشوغونية. بلغت قيمة أصغر كوكوداكا تُأهل مالك الإقطاع لحمل لقب دايميو عند 10,000 كوكو وأطلق على هان كاغا «نطاق المليون كوكو». بلغ مجموع قيمة ممتلكاتها حوالي 1,025,000 كوكو. حصل العديد من الساموراي ومنهم الهاتاموتو على أجورهم بالكوكو، في حين تقاضى آخرون رواتب مالية. بقي نطاقي توهوكو وهوكايدو يستخدمان وحدة قياس كوكو في المعاملات الاقتصادية بسبب عدم تمكن الفلاحين من زراعة الأرز في هذين النطاقين، وكان يجري تحويل المنتوج والمحاصيل الأخرى إلى ما يعادل قيمتها من حيث الأرز. لم تُضبط الكوكوداكا من سنةٍ لأخرى وهو الأمر الذي أكسب بعض الأملاك الإقطاعية اقتصادات أكبر بالمقارنة مع قيمة وحدة الكوكو التابعة لها اسمياً نظراً لاستصلاح الأراضي وتنمية حقول أرز جديدة ما مكنهم من تمويل مشاريع تنموية.
واستخدمت وحدة كوكو لقياس المقدار الذي تستطيع سفينة ما حمله في حال كانت كامل حمولتها من الأرز. حملت السفن الصغيرة 50 كوكو أم السفن الكبيرة فحملت أكثر من 1,000 كوكو. كانت أكبر السفن أضخم من السفن الحربية التي امتلكتها الشوغونية. ومازال يشيع استخدام وحدة كوكو في مجال صناعة الأخشاب باليابان.